# Leptodeira annulata
La culebra ojo de gato bandada, también llamada culebra bandeada con ojos de gato o serpiente escombrera. asimismo denominada falsa mapanare (Leptodeira annulata) es una serpiente de tamaño pequeño, usualmente menor de 1 metro, pero puede llegar a medir 1.65 metros que habita en América Central, América del Sur, Margarita y Trinidad y Tobago. También se distribuye en México, Esta culebra pertenece a la familia Dipsadidae en el orden Squamata (lagartijas y serpientes,). Se alimenta de ranas, pequeños reptiles y ocasionalmente de pequeñas aves. El dorso de su cuerpo presenta un patrón de coloración que va de crema a grisáceo o color café tierra, con marcas cafés o manchas dorsales negras. Puede presentar marcas en la parte lateral o manchas intercaladas. La región dorsal de la cabeza puede ser solo café o negra, o café claro con marcas moteadas aparentando ser un collar nucal. Su distribución va del sur de Tamaulipas hacia el sur de Guerrero, en elevaciones bajas y moderadas a lo largo de ambas costas de México (excluyendo el bosque húmedo del sureste de Veracruz y la Península de Yucatán) a través de la meseta central y toda la costa del Pacífico de América Central hasta Panamá; dos subespecies llegan hasta el sur de Sao Paulo, Brasil, cruzando parte de América del Sur a lo largo de la costa del Atlántico. En México, la especie se ha observada en 19 estados: Chhuahua, Sinaloa, Nayarit, Jalisco, Colima, Michoacán, Guerrero, Oaxaca, Chiapas, Nuevo León, Tamaulipas, Zacatecas, San Luis Potosí, Veracruz, Estado de México, Ciudad de México, Puebla, Morelos y Yucatán. El género Leptodeira habita en gran variedad de climas y en altitudes de 0-2,000 m s. n. m. L. annulata puede encontrarse en el bosque tropical perennifolio, bosque tropical caducifolio y en hábitats secos, soportando temperaturas de hasta 40 °C en algunas localidades. En México, la NOM-059-SEMARNAT-2010 considera a esta serpiente terrestre como Sujeta a Protección Especial; la IUCN 2019-1 como de Riesgo bajo. Entre las principales amenazas a esta especie se encuentran la destrucción de su hábitat y el incremento de los asentamientos humanos que demandan mayor uso de recursos.